# Vladislav Galkin
Vladislav Borisovici Galkin (în rusă Владислав Борисович Галкин, n. 25 decembrie 1971, Leningrad (azi Sankt Petersburg) - d. 27 februarie 2010, Moscova) a fost un actor rus.

## Filmografie
- 72 metra (2004)